# Illimani
Der Illimani in den Anden in Bolivien ist mit 6.439 Metern der zweithöchste Berg Boliviens und der höchste der Cordillera Real. Der Berg hat vier Gipfel über 6.000 Meter, deren höchster der Pico Sur ist. 1898 gelang dem Briten William Martin Conway die Erstbesteigung. Im Rahmen der deutschen Bolivien-Expedition 1950 bestieg Hans Ertl den Illimani-Südgipfel im Alleingang. Hans Ertl und dem Geologen Gert Schröder gelang Ende April die Erstbesteigung des Illimani-Nordgipfels. 1972 erfolgte durch Ernesto Sanchez und Alain Mesili in sechs Tagen die erste Überschreitung des Illimani-Massivs.
Für die Einwohner von La Paz ist der Illimani ein Wahrzeichen. Die Aymara nennen ihn „Illemana“, „wo die Sonne geboren wurde“ oder „Jilir Mamani“, „der älteste Sohn“. Der linke Gipfel ist auch bekannt als „Khunu Urucuncu“, Schneebär.
Der indianischen Legende nach soll der Berg (Apu) Mururata versucht haben, den Illimani an Größe zu übertrumpfen, worauf der Illimani erzürnt diesem das schneebedeckte Haupt abschlug. Der abgetrennte Kopf soll sich seither 200 km weiter westlich in Gestalt des erloschenen Vulkans Sajama befinden.
Die chilenische Musikgruppe Inti-Illimani ist nach diesem Berg benannt.

## Gipfel

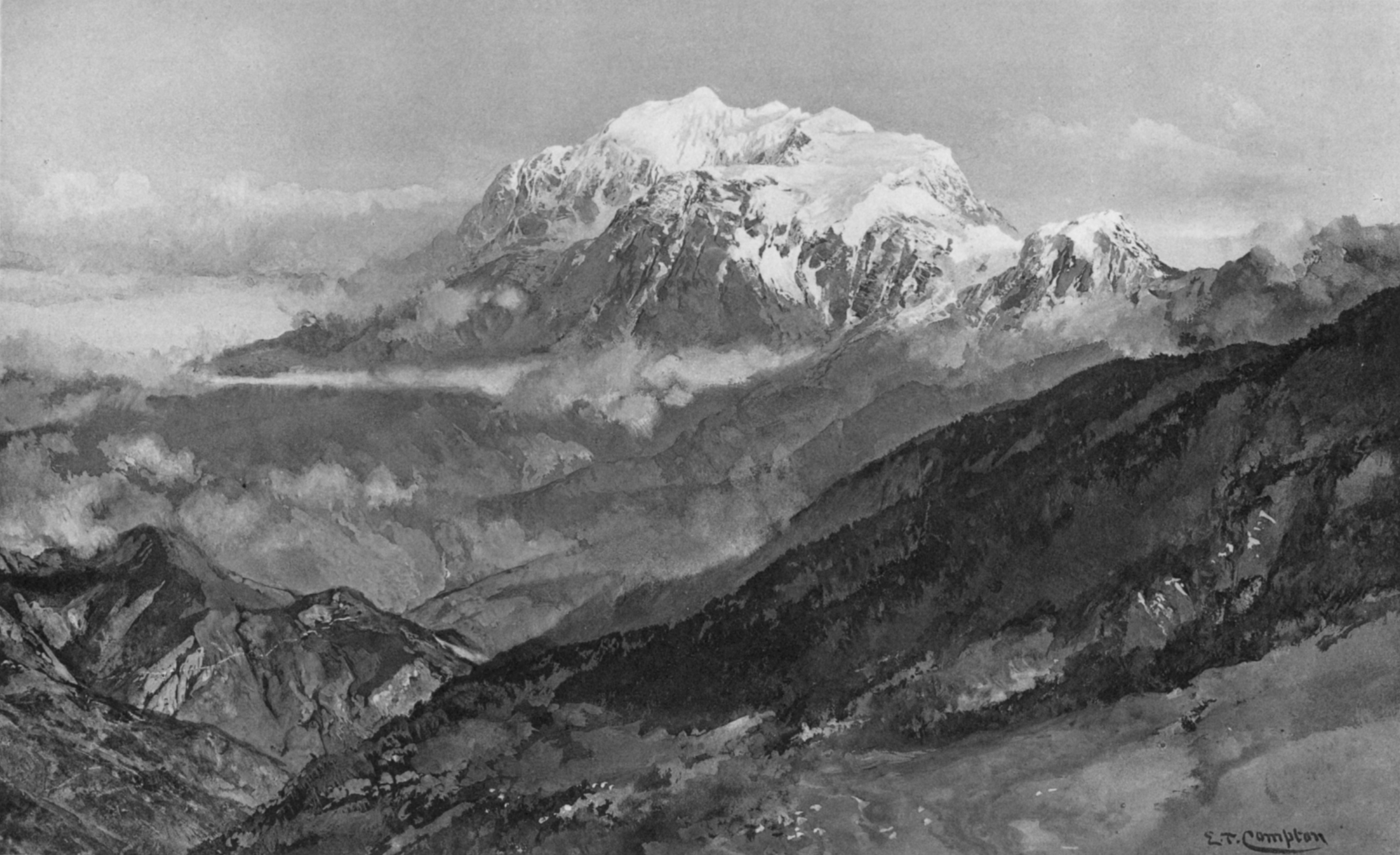
Zeichnung des Illimani von E. T. Compton

Der höchste der vier Gipfel des Illimani-Massivs, die über 6.000 Meter hoch sind, ist mit 6.462 m Höhe der Pico del Indio oder Pico Sur. Er befindet sich im Süden des Massivs. Der Pico La Paz oder Pico Central ist 6.362 m hoch, der Pico Kuhm oder Norte 6.380 m und der Pico París 6.043 m. Von La Paz aus sind der Pico del Indio (rechts) und der Pico Kuhm (links) zu sehen.
Ausgangspunkt für die Besteigung aller vier Gipfel ist das Dörfchen Pinaya. Von hier kann mit Eseln in ca. zwei Stunden zum Basislager aufgestiegen werden. Der Weiterweg zum Hochlager Nido de los Condores führt durch felsiges Gelände und dauert etwa fünf Stunden.

## Südwand
Aufgrund der Exponiertheit in Richtung Amazonien weist die Südwand des Illimani ein Mikroklima mit wechselhaften und isolierten Wetterlagen auf. So kann hier ein Schneesturm toben, während auf der Westseite des Berges die Sonne scheint.
Wahrscheinlich war der französische Alpinist Lionel Terray der erste Weiße, der die Illimani-Südwand zu Gesicht bekam. Überwältigt von dem Anblick notierte er im Jahre 1952: „Derjenige, der die furchterregende und gewaltige Südwand des Illimani durchsteigt, der muss erst noch geboren werden“.
Obwohl in den Jahren danach bahnbrechende Neuerungen im Bereich alpiner Ausrüstung erfunden wurden, dauerte es noch 20 Jahre, bis dem Franzosen Alain Mesili zusammen mit Xavier Jaquier 1972 die Erstbegehung der Südwand gelang.
Vom 24. bis 30. Juli 2010 eröffneten die deutsch-österreichischen Alpinisten Florian Hill und Robert Rauch eine völlig neue Route an der Illimani-Südwand und überschritten weitere Teile das Massivs.
Nach wie vor gilt die Illimani-Südwand als eine der größten Herausforderungen für Andinisten.

## Flugunfall am Illimani
Am 1. Januar 1985 verunglückte eine Boeing 727-200 der Eastern Air Lines auf dem Flug 980 von Asunción nach La Paz am Illimani. Die Crew versuchte vermutlich, eine Schlechtwetterfront zu umfliegen und kam dabei vom Kurs ab. Keiner der 29 Menschen an Bord überlebte.
Im Sommer 1985 erreichte eine Expedition die Unfallstelle, konnte aber weder Leichen noch den Flugschreiber finden. Im Mai und Juni 2016 erreichte unter der Leitung von Dan Futrell und Isaac Stoner eine weitere Expedition das Absturzgebiet. Sie fanden Leichenteile sowie viele Krokodilhäute, die auf Schmuggelaktivitäten an Bord des Flugzeugs schließen lassen. Außerdem bargen sie orange lackierte Metallstücke mit Kabelresten und der Aufschrift "CKPT VO RCDR", und Magnetbänder, die sie für den Stimmrekorder hielten. Eine Analyse durch das National Transportation Safety Board zeigte jedoch, dass es sich nur um Teile des Stimmrekordergehäuses handelte, und dass die Magnetbänder nichts mit dem Stimmrekorder zu tun hatten.